# Iglesia de Saint-Étienne-du-Mont
La iglesia [de] San Esteban del Monte (en francés: Église Saint-Étienne-du-Mont) es una iglesia de París, situada en la montaña Santa Genoveva en el V distrito de París, junto al Panteón. En él se halla la tumba con los restos de Santa Genoveva, patrona de París.
Esta iglesia alberga, a ambos lados de la entrada del presbiterio, las tumbas de Blaise Pascal y Jean Racine.

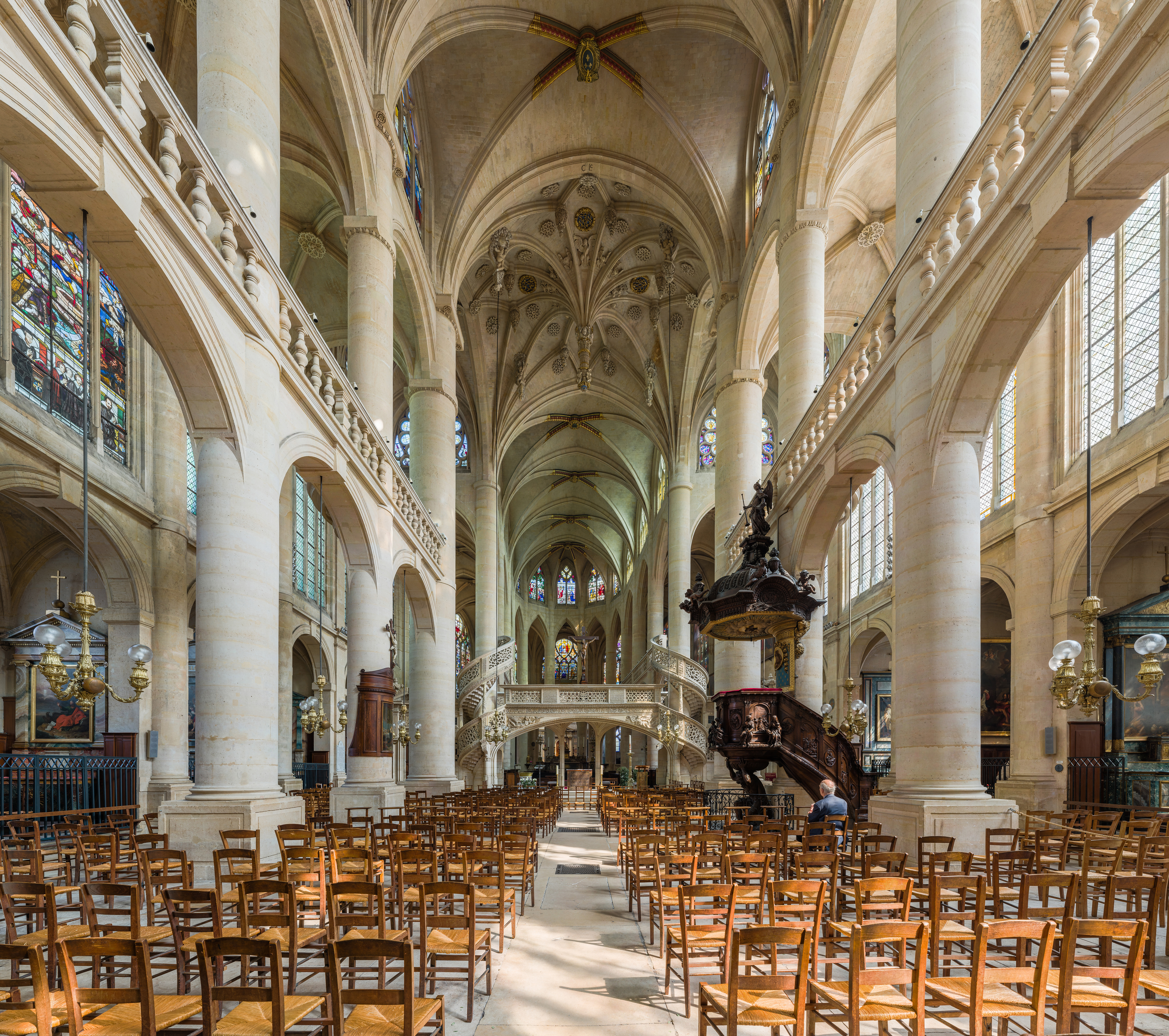
Interior de la Iglesia Saint-Étienne-du-Mont.

## Historia
- Siglo VI - Se construye la primera capilla a partir de la cripta de la abadía de Sta. Genoveva
- Siglo VI - Construcción separada de la iglesia en el lado norte de la capilla.
- 1491 - Construcción de la torre campanario.
- 1537 - Se construye el presbiterio
- 1545 - Se construye una galería. (fotografía del interior de la iglesia)
- 1580 - Se levantan las bóvedas de la nave y el ala cruciforme.
- 1624 - Se erige el campanario
- 1807 - Demolición de la iglesia de la abadía.

## Saint-Étienne-du-Mont en la cultura popular
Las escalinatas laterales de la iglesia fueron utilizadas como escenario recurrente en el rodaje de Medianoche en París, la película de Woody Allen de 2011.